# Ender's Game (film)
Ender's Game è un film del 2013 diretto da Gavin Hood.
Pellicola di fantascienza, con protagonisti Harrison Ford e Asa Butterfield, è la trasposizione cinematografica, adattata dallo stesso regista, del romanzo Il gioco di Ender di Orson Scott Card, scritto nel 1985, che ha dato origine a un celebre ciclo fantascientifico.

## Trama
Nel futuro, l'umanità si sta preparando ad attaccare il pianeta nativo di una razza aliena, chiamata Formic, che ha attaccato la Terra e ucciso milioni di persone. L'invasione dei Formic è stata sventata dall'eroico colonnello Mazer Rackham, il quale si è sacrificato andandosi a schiantare con il suo velivolo contro la nave madre nemica. Nell'attesa della rivalsa nemica, i bambini più dotati della norma vengono arruolati e addestrati dalla Flotta Internazionale per diventare il nuovo esercito per il contrattacco verso i Formic.
Cinquant'anni dopo la vittoria contro i Formic, il cadetto Andrew "Ender" Wiggin attira l'attenzione del colonnello Hyrum Graff e del maggiore Gwen Anderson sulla base della sua attitudine nel combattimento spaziale simulato. A Ender viene rimosso il trasmettitore di controllo che gli era stato impiantato nel collo, terminando il suo programma di cadetto, e viene poi attaccato da Stilson, uno studente che era arrabbiato per essere stato battuto nei giochi, che Ender riesce a mettere al tappeto. A casa sua, Ender confida le sue confusioni alla sorella maggiore Valentine, prima di essere ulteriormente maltrattato dal fratello maggiore Peter. Quella sera Graff e Anderson si presentano a casa Wiggin per rivelare che la rimozione di Ender era solo una prova per testare la sua pazienza e il suo modo di reagire ad un fallimento, ed Ender non solo non è stato escluso ma è stato ammesso nella Scuola di Guerra, situata in una stazione spaziale che orbita intorno alla Terra.
Alla scuola, i cadetti vengono piazzati in squadre ed eseguono giochi di addestramento nella "Sala di Battaglia" a gravità zero. Ender si adatta rapidamente ai giochi, escogitando nuove strategie. Graff, vedendo che Ender sta diventando piuttosto abile, lo promuove assegnandolo alla squadra delle Salamandre, guidata dal comandante Bonzo Madrid. Bonzo, credendo che Ender sia inetto e rovinerà la sua squadra, rifiuta di farlo partecipare agli allenamenti e gli dice esplicitamente che cercherà di liberarsene appena possibile. Un altro cadetto, Petra Arkanian, prende Ender sotto la sua protezione e lo allena in privato. Bonzo, contrario a ciò, non intraprende alcuna azione contro Petra e ordina invece a Ender di non allenarsi con lei. Ender persuade segretamente Bonzo a farsi addestrare, sostenendo che se migliorerà aumenteranno le possibilità che venga accettato in un'altra squadra.
Nell'incontro successivo, Bonzo ordina a Ender di non fare nulla durante la partita, mentre il resto delle Salamandre combatte contro un'altra squadra. Tuttavia, vedendo che la squadra sta perdendo e Petra si trova nei guai, Ender interviene in suo aiuto e aiuta le Salamandre a vincere. Bonzo quindi fa una pessima figura e minaccia Ender di ucciderlo se lo metterà di nuovo in imbarazzo. Successivamente Ender gioca un "gioco mentale" computerizzato ambientato in un ambiente fantasy e crea una soluzione estrema per superare una situazione apparentemente irrisolvibile, poi incontra un Formic nel gioco, che si trasforma in Valentine e corre in un castello distrutto; avvicinandosi, ad Ender compare Peter al posto della sorella. Questi dettagli sono noti inizialmente come aggiunte inusuali al gioco, che è apparentemente alterato dall'interazione di Ender con il computer.
Graff, vedendo ciò, promuove ulteriormente Ender mettendolo a capo della squadra dei Draghi, composta da cadetti di cui Ender si fida, che era stata dissolta anni prima ed è stata ricostituita apposta. In una partita a sorpresa contro altre due squadre, inclusa la squadra di Bonzo, Ender escogita una nuova strategia che gli consente di vincere. Dopo la partita, Bonzo attacca Ender in bagno per averlo umiliato, ma Ender reagisce e Bonzo, dopo essere stato colpito, cade e sbatte la testa rimanendo gravemente ferito e dovendo sottoporsi ad un intervento chirurgico. A seguito dell'incidente, Ender desidera gettare la spugna e lasciare la Scuola di Guerra, ma Graff e Valentine riescono a convincerlo a continuare.
Graff porta Ender e i cadetti alla Scuola di Comando, che è l'avamposto umano più vicino al pianeta dei Formic e si trova su un pianeta che un tempo apparteneva agli alieni. In tale luogo Ender incontra proprio Mazer Rackham, il quale rivela di essere sopravvissuto in quanto si era eiettato dal suo aereo prima di farlo schiantare contro la nave madre dei Formic, e dichiara di aver capito che gli alieni hanno una natura condivisa, vista l'immediata resa di tutta la loro flotta a seguito della distruzione della nave madre, che Rackham sospetta contenesse un "Formic Regina" (e tutti gli altri Formic seguono le azioni delle Regine). A questo punto è chiaro che se i Formic hanno assemblato una nuova flotta, potrebbero essercene altre. Rackham pone un'enfasi particolare sul fatto che la flotta terrestre dovrà adoperarsi per proteggere la loro arma principale, il Disgregatore Molecolare DM 500, un enorme cannone in grado di sparare un raggio che innesca una reazione a catena che distrugge tutto ciò che colpisce, da usare sul pianeta dei Formic. Le simulazioni della battaglia finale sono rigorose in quanto la squadra di Ender guiderà i piloti stellari che verranno mandati a combattere realmente.
Il test finale di Ender è osservato da diversi comandanti della Flotta Internazionale. All'inizio della simulazione, Ender trova la sua flotta sul pianeta dei Formic in inferiorità numerica e ordina alla maggior parte della sua flotta di sacrificarsi per permettere la vittoria. La flotta umana riesce ad aprirsi un varco e a sparare con il DM, distruggendo il pianeta dei Formic e uccidendone l'intera popolazione. Ender crede di avere terminato la simulazione finale con successo, ma i comandanti fanno comparire nuovamente un'immagine del pianeta distrutto, dimostrando che quella che gli allievi credevano essere una simulazione è stata in realtà una vera battaglia. Nonostante Graff gli assicuri che sarà riconosciuto come un eroe, Ender è inorridito e indignato, poiché si sente responsabile per l'annientamento di un'intera razza e crede che i Formic in realtà non avessero cattive intenzioni.
Quella notte Ender realizza che una delle vicine strutture Formic è simile al castello distrutto che compariva nel gioco mentale. Credendo che i Formic abbiano comunicato con lui telepaticamente attraverso il gioco, Ender si inoltra nella struttura seguendo il percorso che aveva svolto nel gioco, trovando una tana Formic abbandonata e incontrando un Formic Regina morente. La Regina riconosce Ender come il responsabile del genocidio della sua razza, ma capisce anche che ciò è stato fatto al fine di avere pace a lungo termine e lo perdona. La Regina affida a Ender un uovo che stava proteggendo, da cui nascerà un nuovo Formic Regina.
Con la fine della guerra Ender è promosso ammiraglio, gli viene data una piccola nave e viene lasciato in piena libertà. In un ultimo messaggio a Valentine, Ender le confida che sta viaggiando nello spazio profondo, determinato a trovare un nuovo pianeta su cui portare l'uovo regina e su cui far rinascere la razza dei Formic.

## Produzione
Sin dalla pubblicazione del romanzo Il gioco di Ender nel 1985, Orson Scott Card è stato molto protettivo verso i diritti cinematografici del libro, affermando di aver rifiutato svariate offerte di molti studi cinematografici per divergenze creative. Quando però fonda la Fresco Pictures insieme a Peter Johnson, lui stesso prepara un adattamento del romanzo per un possibile film futuro.
Nel 2003 Card presenta la sceneggiatura alla Warner Bros., la quale incarica David Benioff e D. B. Weiss di collaborare alla stesura, insieme all'allora designato regista Wolfgang Petersen. Quattro anni dopo però, Card inizia a scrivere una nuova sceneggiatura senza basarsi sulle vecchie stesure, e discostandosi anche dalla sua precedente.
Nel febbraio del 2009 Card annuncia di aver terminato la sceneggiatura per conto della Odd Lot Entertainment e di aver messo assieme lo staff del futuro film. Nel settembre 2010 come regista è ingaggiato Gavin Hood, che avrà anche il ruolo di sceneggiatore. Il 28 gennaio 2011 è annunciato che i produttori Roberto Orci e Alex Kurtzman avrebbero prodotto la pellicola e avrebbero presentato la sceneggiatura a potenziali investitori.
Il 28 aprile 2011 la Summit Entertainment acquista i diritti del film e della sua distribuzione.

### Cast
Prima di ufficializzare Asa Butterfield per il ruolo di Ender, furono presi in considerazione altri attori. In un'intervista del 1999, Orson Scott Card dichiarò di voler vedere Jake Lloyd nel ruolo di Ender. Card chiese ai fan del romanzo di non giudicare l'attore Lloyd in base all'interpretazione nel film Star Wars: Episodio I - La minaccia fantasma, aggiungendo che una sceneggiatura migliore ed un ottimo regista avrebbero esaltato la performance di Lloyd. Nel luglio 2008 Card dice di volere Nathan Gamble per interpretare Ender.
Il personaggio del Colonnello Graff è interpretato da Harrison Ford, ma prima dell'avvio della produzione Card prese in considerazione la possibilità di trasformare il personaggio in femminile, consigliando attrici come Janeane Garofalo o Rosie O'Donnell per il ruolo.
In un'intervista del 1998 Card dichiarò che gli sarebbero piaciuti Andre Braugher o Will Smith per il ruolo del Comandante Mazer, che poi andrà a Ben Kingsley.
Il ruolo di Stilson fu affidato inizialmente a Brendan Meyer, che però abbandonò il progetto per un conflitto con altre riprese programmate, ed il personaggio andò a Caleb J. Thaggard.
Nel film Card presta la voce fuori campo ad un pilota.

### Riprese
Le riprese del film sono state svolte a New Orleans ed hanno avuto inizio il 27 febbraio 2012. Alcune riprese sono state effettuate all'interno del Michoud Assembly Facility, ex reparto NASA ora utilizzato come sito di ricerca tecnologica.

### Post-produzione
Durante la fase di post-produzione, la compagnia Digital Domain che seguiva gli effetti speciali, presentò istanza di fallimento. Questo non influenzò i piani prestabiliti e le date di distribuzione del film.

## Promozione
L'anteprima del teaser trailer ufficiale venne presentata da Harrison Ford e Asa Butterfield il 2 maggio 2013. In contemporanea, la Summit Entertainment annunciò che il trailer del film sarebbe stato disponibile online a partire dal 7 maggio con la presenza del regista Gavin Hood, del protagonista Asa Butterfield ed il produttore Roberto Orci.

## Distribuzione
La pellicola è stata distribuita nelle sale cinematografiche britanniche a partire dal 25 ottobre 2013, mentre in quelle italiane dal 30 ottobre.

## Riconoscimenti
- 2014 - Saturn Award
  - Candidatura Miglior film di fantascienza
  - Candidatura Miglior attore non protagonista a Harrison Ford
  - Candidatura Miglior attore emergente ad Asa Butterfield
- 2014 - Critics' Choice Movie Award
  - Candidatura per il Miglior giovane interprete ad Asa Butterfield